# USS Halibut (SSGN-587)
| Підводні човни типу «Гелібат» | Підводні човни типу «Гелібат»                                 | Підводні човни типу «Гелібат»                                 |
| ----------------------------- | ------------------------------------------------------------- | ------------------------------------------------------------- |
| USS Halibut (SSGN-587)        |                                                               |                                                               |
|                               |                                                               |                                                               |
| Човен «Гелібат»               |                                                               |                                                               |
| Під прапором                  | США                                                           | США                                                           |
| Спуск на воду                 | 9 січня 1959 (1 човен)                                        | 9 січня 1959 (1 човен)                                        |
| Виведений зі складу флоту     | 30 червня 1976                                                | 30 червня 1976                                                |
| Сучасний статус               | утилізований                                                  | утилізований                                                  |
| Проєкт                        |                                                               |                                                               |
| Тип ПЧ                        | АПЧРТ                                                         | АПЧРТ                                                         |
| Розробник проєкту             | Island Naval Shipyard                                         | Island Naval Shipyard                                         |
| Класифікація НАТО             | Halibut                                                       | Halibut                                                       |
| Основні характеристики        |                                                               |                                                               |
| Швидкість (надводна)          | 15 вузлів (28 км/год)                                         | 15 вузлів (28 км/год)                                         |
| Швидкість (підводна)          | 20 вузлів (37 км/год)                                         | 20 вузлів (37 км/год)                                         |
| Гранична глибина занурення    | 210 м                                                         | 210 м                                                         |
| Автономність плавання         | 75 днів , 150000 миль (245 000 км ходу)                       | 75 днів , 150000 миль (245 000 км ходу)                       |
| Екіпаж                        | 97 осіб                                                       | 97 осіб                                                       |
| Розміри                       |                                                               |                                                               |
| Довжина найбільша (по КВЛ)    | 110 м                                                         | 110 м                                                         |
| Ширина корпусу найб.          | 8,8 м                                                         | 8,8 м                                                         |
| Середня осадка (по КВЛ)       | 8,5 м                                                         | 8,5 м                                                         |
| Озброєння                     |                                                               |                                                               |
| Торпедно- мінне озброєння     | 6 носових ТА калібру 21 дюймів — 533 мм, 24 торпеди           | 6 носових ТА калібру 21 дюймів — 533 мм, 24 торпеди           |
| Ракетне озброєння             | 1 КР Regulus missile, або 5 КР Regulus I, або 2 КР Regulus II | 1 КР Regulus missile, або 5 КР Regulus I, або 2 КР Regulus II |
| Зображення на Вікісховищі     |                                                               |                                                               |

Гелібат (тип атомних підводних човнів США) (англ. USS Halibut (SSGN-587)) — унікальний підводний човен ВМС США, закладений 11 квітня 1957 року. Спочатку планувався як дизельний човен для спеціальних операцій, а потім був побудований з ядерною енергетичною установкою і переобладнаний для несення і запуску крилатих ракет (в SSGN-587).

## Історія

### Носій крилатих ракет
Будувався човен як дизель-електричний, а потім обладнаний ядерним реактором. Був першим підводним човном у США спеціально спроєктованим для запуску ракет. Човен був оснащений крилатими ракетами «Регул». Запуск ракет був повністю автоматизований, за допомогою гідравлічних механізмів, котрі управлялися з центрально-контрольного поста.
11 березня 1960 року починає проходити ходові випробовування. 25 березня на шляху в Австралію човен перший раз виконав запуск ракети, котрий став першим у світі запуском крилатої ракети з атомного підводного човна.
18 червня 1960 року човен повернувся на верф Mare Island і після недовгих тренувань екіпаж у 7 листопада відплив в Перл-Гарбор, щоб увійти до складу Тихоокеанського флоту ВМС США. Під час першого бойового патрулювання човен виконав знову успішні навчальні запуски крилатих ракет.

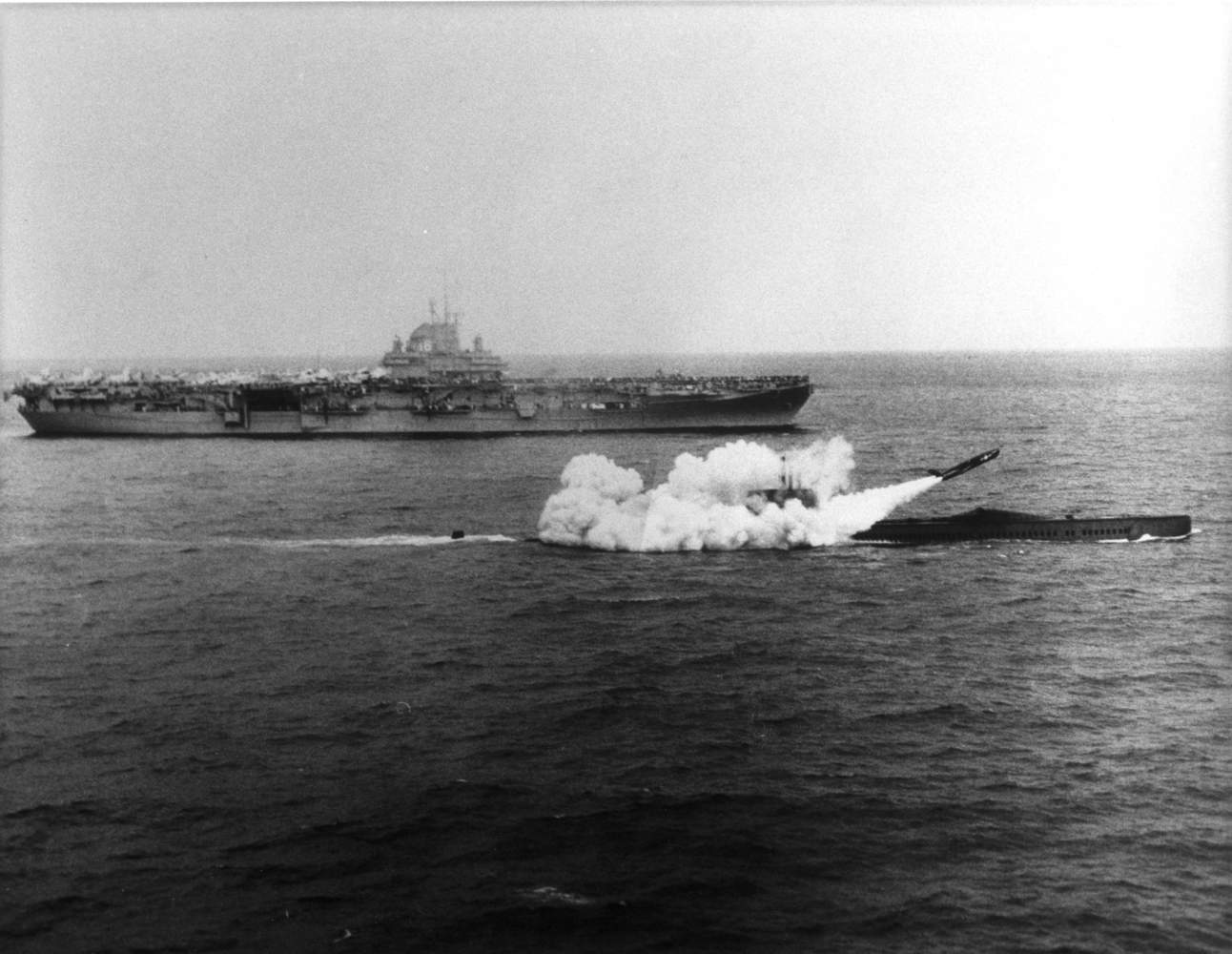
Човен «Гелібат» запускає ракету «Регул», поруч з авіаносцем «Lexington (CV-16)», 25 березня 1960

9 квітня 1961 повернувся у Перл-Гарбор, і 1 травня відплив бойове патрулювання, де виконав декілька навчальних запусків крилатих ракет.
В кінці 1961 човен розпочав третє бойове патрулювання в Західній частині Тихого океану, де брав участь у навчаннях, котрі тривали і 1964 році.
4 травня 1964 відбув від Перл-Гарбора в останнє на Тихиому океані підводне ракетне патрулювання.

### Спеціальні операції 1965—1976 рр
В лютому 1965 року човен прибув до  верфі в Перл-Гарбор  для проведення модернізації в багатоцільовий підводний човен, котра була завершена 15 серпня 1965 року.
6 вересня 1965 року човен відплив з Перл-Гарбора до Західного узбережжя США, а 20 вересня прибув в (штат Вашингтон).
5 жовтня човен відбув знову на Гаваї, зробивши 8-ми денну зупинку в Маре-Айленді, і прибув в Перл-Гарбор 21 жовтня. Тут він почав протичовнове патрулювання, котре тривало до серпня 1968 року, коли човен прибула в верф Mare Island для модернізації, в тому числі для установки біля бокових підкермовуючих пристроїв якірного пристрою з носовим і кормовим грибовидним якорем, для встановлення водолазної камери, для встановлення дальнього і ближнього гідролокатора, буксированого підводного апарату з лебідкою, відео та фототехніки, нової компютеризованої ЕОМ та іншого океанографічного обладнання.
У 1970 році човен повернувся в Перл-Гарбор і до виведення зі складу флоту в 1976 році служив в складі 1-ї групи дослідних підводних човнів (Submarine Development Group One, SubDevGruOne). Де човен брав участь у таємних операціях супроти СРСР:
- Підводне підключення до радянської лінії зв'язку, котра проходила в нижній частині Охотського моря з Камчатки на континент (операція «Берізка»).
- Фотографування і допомога в піднятті затонулого радянського підводного човна K-129 (проєкт ЦРУ Проєкт «Azorian»[en])

## Завершення служби
Човен був виведений зі складу бойового флоту ВМС США 30 червня 1976 року і в тому ж році був зарахований до склад резервного флоту з розміщенням на базі підводних човнів Kejport / Бангор.
30 квітня 1986 човен був викреслений з реєстру ВМФ і переданий на утилізацію 30 квітня 1986 року.
9 вересня 1994 утилізація човна була завершеною на верфі Puget Sound Naval Shipyard в Бремертоні (штат. Вашингтон).

## Нагороди і подяки
- Подяка і вдячність Президента від 1968 року.

«За винятково похвальну службу»
- Подяка Президента від 1972 року

«За винятковий героїзм і видатні досягнення у службі».